# Atka (Rosja)
Atka – osiedle typu miejskiego w Rosji, w obwodzie magadańskim, w rejonie chasyńskim, położone przy Trakcie Kołymskim. W 2010 roku liczyło 485 mieszkańców.